# Lista över vinnare av konstruktörsmästerskapet i Formel 1

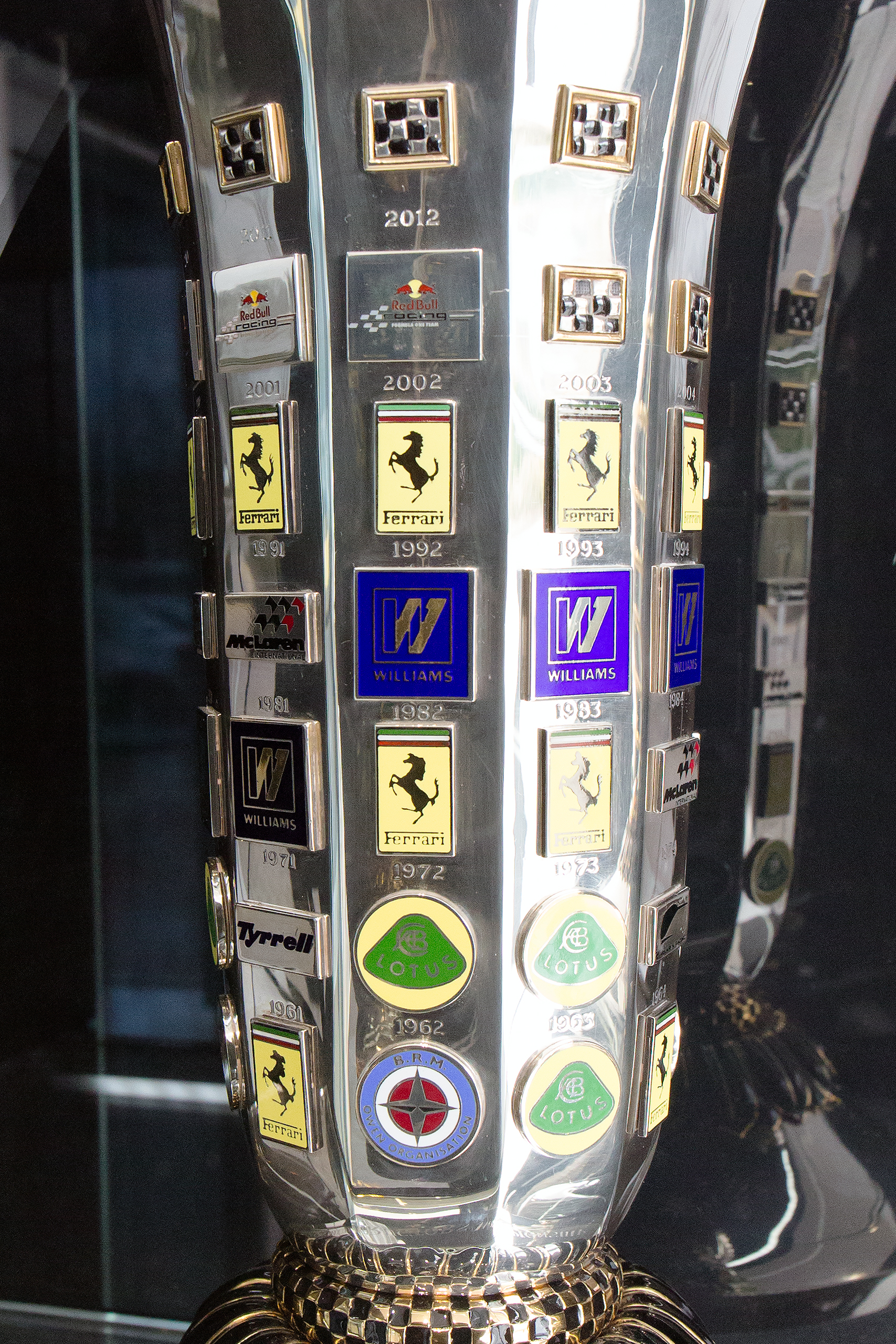
Vandringspokalen för konstruktörsmästerskapet.

Denna artikel är lista över vinnare av konstruktörsmästerskapet i Formel 1-VM.
Konstruktörsmästerskapet (engelska: Formula One World Constructors' Championship) är en utmärkelse utfärdat av Fédération Internationale de l'Automobile (FIA) till det stall med flest ackumulerade poäng under en säsong. Konstruktörsmästerskapet utgår från ett poängsystem som har varierat ett antal gånger sedan 1958 till nutid.

## Lista över mästare
| År   | 0              | Konstruktör | 0              | Motortillverkare | Däck | Förare                                                                                     | PP | Vinster | Podium | Snabbaste varv | Poäng |
| ---- | -------------- | ----------- | -------------- | ---------------- | ---- | ------------------------------------------------------------------------------------------ | -- | ------- | ------ | -------------- | ----- |
| 1958 | Storbritannien | Vanwall     | Storbritannien | Vanwall          | D    | Stirling Moss Tony Brooks                                                                  | 5  | 6       | 9      | 3              | 48    |
| 1959 | Storbritannien | Cooper      | Storbritannien | Climax           | D    | Jack Brabham Stirling Moss Bruce McLaren                                                   | 5  | 5       | 13     | 5              | 40    |
| 1960 | Storbritannien | Cooper      | Storbritannien | Climax           | D    | Jack Brabham Bruce McLaren                                                                 | 4  | 6       | 14     | 5              | 48    |
| 1961 | Italien        | Ferrari     | Italien        | Ferrari          | D    | Phil Hill Wolfgang von Trips                                                               | 6  | 5       | 14     | 5              | 45    |
| 1962 | Storbritannien | BRM         | Storbritannien | BRM              | D    | Graham Hill                                                                                | 1  | 4       | 8      | 3              | 42    |
| 1963 | Storbritannien | Lotus       | Storbritannien | Climax           | D    | Jim Clark                                                                                  | 7  | 7       | 9      | 6              | 54    |
| 1964 | Italien        | Ferrari     | Italien        | Ferrari          | D    | John Surtees Lorenzo Bandini                                                               | 2  | 3       | 10     | 2              | 45    |
| 1965 | Storbritannien | Lotus       | Storbritannien | Climax           | D    | Jim Clark                                                                                  | 6  | 6       | 7      | 6              | 54    |
| 1966 | Storbritannien | Brabham     | Australien     | Repco            | G    | Jack Brabham                                                                               | 3  | 4       | 9      | 2              | 42    |
| 1967 | Storbritannien | Brabham     | Australien     | Repco            | G    | Denny Hulme Jack Brabham                                                                   | 2  | 4       | 14     | 2              | 63    |
| 1968 | Storbritannien | Lotus       | USA            | Ford             | F    | Graham Hill Jo Siffert Jim Clark Jackie Oliver                                             | 5  | 5       | 9      | 5              | 62    |
| 1969 | Frankrike      | Matra       | USA            | Ford             | D    | Jackie Stewart Jean-Pierre Beltoise                                                        | 2  | 6       | 10     | 6              | 66    |
| 1970 | Storbritannien | Lotus       | USA            | Ford             | F    | Jochen Rindt Emerson Fittipaldi Graham Hill John Miles                                     | 3  | 6       | 7      | 1              | 59    |
| 1971 | Storbritannien | Tyrrell     | USA            | Ford             | G    | Jackie Stewart François Cevert                                                             | 6  | 7       | 11     | 4              | 73    |
| 1972 | Storbritannien | Lotus       | USA            | Ford             | F    | Emerson Fittipaldi                                                                         | 3  | 5       | 8      | 4              | 61    |
| 1973 | Storbritannien | Lotus       | USA            | Ford             | G    | 1. Emerson Fittipaldi 2. Ronnie Peterson                                                   | 10 | 7       | 15     | 7              | 92    |
| 1974 | Storbritannien | McLaren     | USA            | Ford             | G    | 5. Emerson Fittipaldi 6. Denny Hulme 33. Mike Hailwood (33). David Hobbs (33). Jochen Mass | 2  | 4       | 10     | 1              | 73    |
| 1975 | Italien        | Ferrari     | Italien        | Ferrari          | G    | 11. Clay Regazzoni 12. Niki Lauda                                                          | 9  | 6       | 11     | 6              | 72.5  |
| 1976 | Italien        | Ferrari     | Italien        | Ferrari          | G    | 1. Niki Lauda 2. Clay Regazzoni                                                            | 4  | 6       | 13     | 7              | 83    |
| 1977 | Italien        | Ferrari     | Italien        | Ferrari          | G    | 11. Niki Lauda 12. Carlos Reutemann                                                        | 2  | 4       | 16     | 3              | 95    |
| 1978 | Storbritannien | Lotus       | USA            | Ford             | G    | 5. Mario Andretti 6. Ronnie Peterson                                                       | 12 | 8       | 14     | 7              | 86    |
| 1979 | Italien        | Ferrari     | Italien        | Ferrari          | M    | 11. Jody Scheckter 12. Gilles Villeneuve                                                   | 2  | 6       | 13     | 6              | 113   |
| 1980 | Storbritannien | Williams    | USA            | Ford             | G    | 27. Alan Jones 28. Carlos Reutemann                                                        | 3  | 6       | 18     | 5              | 120   |
| 1981 | Storbritannien | Williams    | USA            | Ford             | G    | 1. Alan Jones 2. Carlos Reutemann                                                          | 2  | 4       | 13     | 7              | 95    |
| 1982 | Italien        | Ferrari     | Italien        | Ferrari          | G    | 27. Gilles Villeneuve 28. Didier Pironi (27). Patrick Tambay (28). Mario Andretti          | 3  | 3       | 11     | 2              | 74    |
| 1983 | Italien        | Ferrari     | Italien        | Ferrari          | G    | 27. Patrick Tambay 28. René Arnoux                                                         | 8  | 4       | 12     | 3              | 89    |
| 1984 | Storbritannien | McLaren     | Luxemburg      | TAG              | M    | 7. Alain Prost 8. Niki Lauda                                                               | 3  | 12      | 18     | 8              | 143.5 |
| 1985 | Storbritannien | McLaren     | Luxemburg      | TAG              | G    | 1. Niki Lauda 2. Alain Prost (1). John Watson                                              | 2  | 6       | 12     | 6              | 90    |
| 1986 | Storbritannien | Williams    | Japan          | Honda            | G    | 5. Nigel Mansell 6. Nelson Piquet                                                          | 4  | 9       | 19     | 11             | 141   |
| 1987 | Storbritannien | Williams    | Japan          | Honda            | G    | 5. Nigel Mansell 6. Nelson Piquet (5). Riccardo Patrese                                    | 12 | 9       | 18     | 7              | 137   |
| 1988 | Storbritannien | McLaren     | Japan          | Honda            | G    | 11. Alain Prost 12. Ayrton Senna                                                           | 15 | 15      | 25     | 10             | 199   |
| 1989 | Storbritannien | McLaren     | Japan          | Honda            | G    | 1. Ayrton Senna 2. Alain Prost                                                             | 15 | 10      | 18     | 8              | 141   |
| 1990 | Storbritannien | McLaren     | Japan          | Honda            | G    | 27. Ayrton Senna 28. Gerhard Berger                                                        | 12 | 6       | 18     | 5              | 121   |
| 1991 | Storbritannien | McLaren     | Japan          | Honda            | G    | 1. Ayrton Senna 2. Gerhard Berger                                                          | 10 | 8       | 18     | 4              | 139   |
| 1992 | Storbritannien | Williams    | Frankrike      | Renault          | G    | 5. Nigel Mansell 6. Riccardo Patrese                                                       | 15 | 10      | 21     | 11             | 164   |
| 1993 | Storbritannien | Williams    | Frankrike      | Renault          | G    | 0. Damon Hill 2. Alain Prost                                                               | 15 | 10      | 22     | 10             | 168   |
| 1994 | Storbritannien | Williams    | Frankrike      | Renault          | G    | 0. Damon Hill 2. Ayrton Senna (2). David Coulthard (2). Nigel Mansell                      | 6  | 7       | 13     | 8              | 118   |
| 1995 | Storbritannien | Benetton    | Frankrike      | Renault          | G    | 1. Michael Schumacher 2. Johnny Herbert                                                    | 4  | 11      | 15     | 8              | 137   |
| 1996 | Storbritannien | Williams    | Frankrike      | Renault          | G    | 5. Damon Hill 6. Jacques Villeneuve                                                        | 12 | 12      | 21     | 11             | 175   |
| 1997 | Storbritannien | Williams    | Frankrike      | Renault          | G    | 3. Jacques Villeneuve 4. Heinz-Harald Frentzen                                             | 10 | 8       | 15     | 9              | 123   |
| 1998 | Storbritannien | McLaren     | Tyskland       | Mercedes         | B    | 7. David Coulthard 8. Mika Häkkinen                                                        | 12 | 9       | 20     | 9              | 156   |
| 1999 | Italien        | Ferrari     | Italien        | Ferrari          | B    | 3. Michael Schumacher 4. Eddie Irvine (3). Mika Salo                                       | 3  | 6       | 17     | 6              | 128   |
| 2000 | Italien        | Ferrari     | Italien        | Ferrari          | B    | 3. Michael Schumacher 4. Rubens Barrichello                                                | 10 | 10      | 21     | 5              | 170   |
| 2001 | Italien        | Ferrari     | Italien        | Ferrari          | B    | 1. Michael Schumacher 2. Rubens Barrichello                                                | 11 | 9       | 24     | 3              | 179   |
| 2002 | Italien        | Ferrari     | Italien        | Ferrari          | B    | 1. Michael Schumacher 2. Rubens Barrichello                                                | 10 | 15      | 27     | 12             | 221   |
| 2003 | Italien        | Ferrari     | Italien        | Ferrari          | B    | 1. Michael Schumacher 2. Rubens Barrichello                                                | 8  | 8       | 16     | 8              | 158   |
| 2004 | Italien        | Ferrari     | Italien        | Ferrari          | B    | 1. Michael Schumacher 2. Rubens Barrichello                                                | 12 | 15      | 29     | 14             | 262   |
| 2005 | Frankrike      | Renault     | Frankrike      | Renault          | M    | 5. Fernando Alonso 6. Giancarlo Fisichella                                                 | 7  | 8       | 18     | 3              | 191   |
| 2006 | Frankrike      | Renault     | Frankrike      | Renault          | M    | 1. Fernando Alonso 2. Giancarlo Fisichella                                                 | 7  | 8       | 19     | 5              | 206   |
| 2007 | Italien        | Ferrari     | Italien        | Ferrari          | B    | 5. Felipe Massa 6. Kimi Räikkönen                                                          | 11 | 9       | 22     | 11             | 204   |
| 2008 | Italien        | Ferrari     | Italien        | Ferrari          | B    | 1. Kimi Räikkönen 2. Felipe Massa                                                          | 8  | 8       | 19     | 13             | 172   |
| 2009 | Storbritannien | Brawn       | Tyskland       | Mercedes         | B    | 22. Jenson Button 23. Rubens Barrichello                                                   | 5  | 8       | 15     | 4              | 172   |
| 2010 | Österrike      | Red Bull    | Frankrike      | Renault          | B    | 5. Sebastian Vettel 6. Mark Webber                                                         | 15 | 9       | 20     | 6              | 498   |
| 2011 | Österrike      | Red Bull    | Frankrike      | Renault          | P    | 1. Sebastian Vettel 2. Mark Webber                                                         | 18 | 12      | 28     | 10             | 650   |
| 2012 | Österrike      | Red Bull    | Frankrike      | Renault          | P    | 1. Sebastian Vettel 2. Mark Webber                                                         | 8  | 7       | 14     | 7              | 460   |
| 2013 | Österrike      | Red Bull    | Frankrike      | Renault          | P    | 1. Sebastian Vettel 2. Mark Webber                                                         | 11 | 13      | 24     | 12             | 596   |
| 2014 | Tyskland       | Mercedes    | Tyskland       | Mercedes         | P    | 6. Nico Rosberg 44. Lewis Hamilton                                                         | 18 | 16      | 31     | 11             | 701   |
| 2015 | Tyskland       | Mercedes    | Tyskland       | Mercedes         | P    | 6. Nico Rosberg 44. Lewis Hamilton                                                         | 18 | 16      | 32     | 13             | 703   |
| 2016 | Tyskland       | Mercedes    | Tyskland       | Mercedes         | P    | 6. Nico Rosberg 44. Lewis Hamilton                                                         | 20 | 19      | 33     | 9              | 765   |
| 2017 | Tyskland       | Mercedes    | Tyskland       | Mercedes         | P    | 44. Lewis Hamilton 77. Valtteri Bottas                                                     | 15 | 12      | 26     | 9              | 668   |
| 2018 | Tyskland       | Mercedes    | Tyskland       | Mercedes         | P    | 44. Lewis Hamilton 77. Valtteri Bottas                                                     | 13 | 11      | 25     | 10             | 655   |
| 2019 | Tyskland       | Mercedes    | Tyskland       | Mercedes         | P    | 44. Lewis Hamilton 77. Valtteri Bottas                                                     | 10 | 15      | 32     | 9              | 739   |
| 2020 | Tyskland       | Mercedes    | Tyskland       | Mercedes         | P    | 44. Lewis Hamilton 77. Valtteri Bottas                                                     | 15 | 13      | 25     | 9              | 573   |
| 2021 | Tyskland       | Mercedes    | Tyskland       | Mercedes         | P    | 44. Lewis Hamilton 77. Valtteri Bottas                                                     | 9  | 9       | 28     | 10             | 613.5 |
| 2022 | Österrike      | Red Bull    | Österrike      | RBPT             | P    | 1. Max Verstappen 11. Sergio Pérez                                                         | 7  | 17      | 28     | 8              | 759   |
| 2023 | Österrike      | Red Bull    | Japan          | Honda RBPT       | P    | 1. Max Verstappen 11. Sergio Pérez                                                         | 14 | 21      | 30     | 11             | 860   |
| År   | 0              | Konstruktör | 0              | Motortillverkare | Däck | Förare                                                                                     | PP | Vinster | Podium | Snabbaste varv | Poäng |